# Randowtal
Randowtal est une commune allemande de l'arrondissement d'Uckermark, Land de Brandebourg.

## Géographie
Randowtal se situe dans la moraine entre les vallées parallèles de l'Uecker et de la Randow. qui forme la frontière avec le Mecklembourg-Poméranie-Occidentale.
La commune comprend les quartiers d'Eickstedt, Schmölln et Ziemkendorf et les zones d'habitations Albrechtshof, Eickstedt Ausbau, Grenz, Räuberberg, Rollberg, Schwaneberg, Vogelsang, Wegnershof et Wollin.
|            | Carmzow-Wallmow | Brüssow |
| Grünow     | Randowtal       | Penkun  |
| Uckerfelde | Gramzow         | Casekow |

La Bundesautobahn 11 passe sur le territoire de la commune.

## Histoire
Eickstedt est mentionné pour la première fois en 1271. Le nom de lieu est associé à Dominus Fredericus de Ecstede et à la maison d'Eickstedt. En 1239, Schmölln, en 1288 Schwaneberg et Ziemkendorf sont mentionnés pour la première fois.
En  janvier 1973, Grenz est incorporé à Ziemkendorf, en janvier 1974, Wollin est incorporées à Eickstedt et Schwaneberg à Schmölln.
La commune est créée le 31 décembre 2001 à la suite de la fusion des municipalités précédemment indépendantes Eickstedt, Schmölln et Ziemkendorf.

## Source, notes et références
- (de) Cet article est partiellement ou en totalité issu de l’article de Wikipédia en allemand intitulé « Randowtal » (voir la liste des auteurs).